# 28168 Evanolin
28168 Evanolin este un asteroid din centura principală de asteroizi.

## Descriere
28168 Evanolin este un asteroid din centura principală de asteroizi. A fost descoperit pe 10 noiembrie 1998 la Socorro, New Mexico, în cadrul proiectului LINEAR. Asteroidul prezintă o orbită caracterizată de o semiaxă mare de 2,33 ua, o excentricitate de 0,02 și o înclinație de 3,3° în raport cu ecliptica.